# Avant, Oklahoma
Avant, Oklahoma (енгл. Avant) град је у америчкој савезној држави Оклахома.

## Демографија
По попису из 2010. године број становника је 320, што је 52 (-14,0%) становника мање него 2000. године.
| Група             | 2000.       | 2010.       |
| Белци             | 254 (68,3%) | 240 (75,0%) |
| Афроамериканци    | 1 (0,3%)    | 0 (0,0%)    |
| Азијати           | 1 (0,3%)    | 0 (0,0%)    |
| Хиспаноамериканци | 13 (3,5%)   | 7 (2,2%)    |
| Укупно            | 372         | 320         |